# 柳亭燕路 (3代目)
3代目 柳亭 燕路（りゅうていえんじ、1845年5月 - 1921年9月13日）は、落語家。本名∶中村 政吉。
生家は銀座の大工の棟梁の子で初代春風亭柳枝の門下で燕里から錦糸となる。維新前には浅草見附の太平木場の寄席で真打の看板を上げたという。
明治に入りドサ廻りをし笑福亭語鶴の門下でちょん鶴と名乗ったこともある。初代燕枝の門下で燕之助、春風亭傳枝、錦枝、初代柳亭小燕枝と改名。
1874年に金原野馬之助。1879年に4代目土橋亭里う馬。2代目没後1883年ころに3代目燕路を襲名。
長らくドサが多かったためにネタが豊富で「源平盛衰記」「俵藤太」などの地噺が得意であった。赤坂に住んでいたために「赤坂の燕路」という。明治末から大正期の柳派の古老のひとりで6代目三遊亭圓生の著書の「寄席育ち」に当時逸話などが詳しく紹介されている。享年76。